# Dirphia brevifurca
Dirphia brevifurca är en fjärilsart som beskrevs av Embrik Strand 1911. Dirphia brevifurca ingår i släktet Dirphia och familjen påfågelsspinnare. Inga underarter finns listade i Catalogue of Life.